# Oreoparvus
Oreoparvus é um género de escaravelho aquático da família Dryopidae'.